# Nelson Abeijón
Nelson Abeijón   (Montevideo, 21 de juliol de 1973) Nelson Javier Abeijón Pessi és un ex-futbolista uruguaià, que ocupava la posició de migcampista.
Va destacar al Nacional, del seu país natal, amb qui va guanyar un títol. Després de passar pel Racing de Santander va recalar al Cagliari italià, on hi va romandre vuit campanyes, jugant més de 150 partits. També a Itàlia va militar al Como de la Serie B i a l'Atalanta. El 2008 va retornar al seu país per jugar amb River Plate.
Ha estat 23 vegades internacional amb l'Uruguai. Amb la selecció del seu país ha disputat la Copa Amèrica de 1995 (que van guanyar els uruguaians) i la de 1997.